# Willi Osterhammer
Willi Osterhammer ist ein deutscher Orgelbauer. Er betreibt eine namensgleiche Orgelbaufirma in Prien am Chiemsee.

## Leben
Osterhammer lernte das Orgelbauerhandwerk ab 1980 bei Guido Nenninger in München. Er machte sich nach Ablegen seiner Meisterprüfung im Jahr 1996 mit einer eigenen Orgelbauwerkstatt in der Ludwigstraße in Prien selbständig. Typisch an seinen Werken sind die Transmissionen im Pedal.

## Werkliste (Auswahl)
| Jahr | Ort                 | Gebäude                  | Bild | Manuale | Register | Bemerkungen                                                                                   |
| ---- | ------------------- | ------------------------ | ---- | ------- | -------- | --------------------------------------------------------------------------------------------- |
| 1995 | Prien am Chiemsee   | Privatbesitz Osterhammer |      | I/P     | 9        | Meisterstück                                                                                  |
| 2000 | Greimharting        | St. Petrus und Leonhard  |      | II/P    | 15 (18)  | → Orgel                                                                                       |
| 2004 | Rottau              | St. Michael              |      | II/P    | 12 (20)  | → Orgel                                                                                       |
| 2009 | Traunwalchen        | Mariä Geburt             |      | II/P    | 20 (25)  |                                                                                               |
| 2012 | Surheim             | St. Stephan              |      | II/P    | 13 (17)  | Neubau unter Verwendung von Gehäuse und Pfeifenwerk der Vorgängerorgel (Siemann 1925) → Orgel |
| 2017 | Parsberg (Miesbach) | St. Laurentius           |      | II/P    | 14 (19)  | → Orgel                                                                                       |
| 2019 | Pfaffing            | St. Katharina            |      | II/P    | 15 (20)  | → Orgel                                                                                       |
| 2022 | Schonstett          | St. Johann Baptist       |      | II/P    | 14 (18)  | → Orgel                                                                                       |